# Spread Your Wings/Sheer Heart Attack
Spread Your Wings/Sheer Heart Attack è un singolo del gruppo musicale britannico Queen, pubblicato il 2 febbraio 1978 come secondo estratto dall'album in studio News Of The World.

## Descrizione
Scritta da John Deacon, Spread Your Wings, sebbene non sia stata una vera e propria hit, è molto popolare tra i fan, ed è inclusa nell'album Live Killers del 1979. Spread Your Wings fu inoltre la prima canzone dei Queen senza cori o armonie vocali ad essere pubblicata come singolo.
Sul lato B vi è Sheer Heart Attack, tratta anch'essa da News of the World. Il brano avrebbe dovuto rappresentare la title track dell'omonimo album, ma non c'era spazio per la canzone, oltre al fatto che era ancora in fase di registrazione. Il brano fu composto dal batterista Roger Taylor, che nella registrazione in studio suona anche il basso e la chitarra ritmica.

## Video musicale
Il video realizzato per questa canzone è stato molto probabilmente ripreso subito prima, o subito dopo, il video per il singolo We Will Rock You, hit precedente della band. Si vedono i membri del gruppo nel giardino della villa di Roger Taylor nel Surrey coperto di neve (infatti i Queen sono vestiti con abiti invernali); Freddie Mercury porta dei singolari occhiali da sole con le lenti a forma di stelle, presenti anch'essi nel video di We Will Rock You, John Deacon e Roger Taylor indossano degli stivali da pioggia in plastica (molto ben visibili nel video di We Will Rock You), mentre Brian May, in entrambi i video, non usa la sua Red Special, ma una replica della sua chitarra, costruita per lui dal liutaio John Birch.

## Tracce
Lato A
1. Spread Your Wings – 4:32 (John Deacon; edizioni musicali EMI Music Publishing Ltd./Queen Music Ltd.)

Lato B
1. Sheer Heart Attack – 3:24 (Roger Taylor; edizioni musicali EMI Music Publishing Ltd./Queen Music Ltd.)

## Formazione
- Freddie Mercury - voce, pianoforte
- Brian May - chitarra elettrica
- John Deacon - basso, chitarra acustica
- Roger Taylor - batteria

## Classifiche
| Classifica (1978) | Posizione massima |
| ----------------- | ----------------- |
| Paesi Bassi       | 26                |
| Regno Unito       | 34                |

## Cover
I Blind Guardian eseguirono nel 1992 una cover di Spread Your Wings, ma in versione metal rispetto all'originale.